# (3437) Капица
(3437) Капица (лат. Kapitsa) — типичный астероид главного пояса, открыт 20 октября 1982 года советским астрономом Людмилой Карачкиной в Крымской астрофизической обсерватории и 11 июля 1987 года назван в честь советского физика Петра Капицы.

## Обнаружение и именование
(3437) Капица
Открыт 20 октября 1982 года в Научном Л. Г. Карачкиной.
Назван в память о знаменитом физике Петре Леонидовиче Капице (1894—1984), лауреате Нобелевской премии по физике 1978 года (совместно с А. А. Пензиасом и Р. В. Вильсоном).
Оригинальный текст (англ.)3437 Kapitsa
Discovered 1982-10-20 by Karachkina, L. G. at Nauchnyj.
Named in memory of the celebrated physicist Pyotr Leonidovich Kapitsa (1894—1984), recipient of the Nobel prize for physics in 1978 {shared with A. A. Penzias and R. W. Wilson}.
Источники: DISCOVERY.DB; M.P.C. 12016.

## Орбита

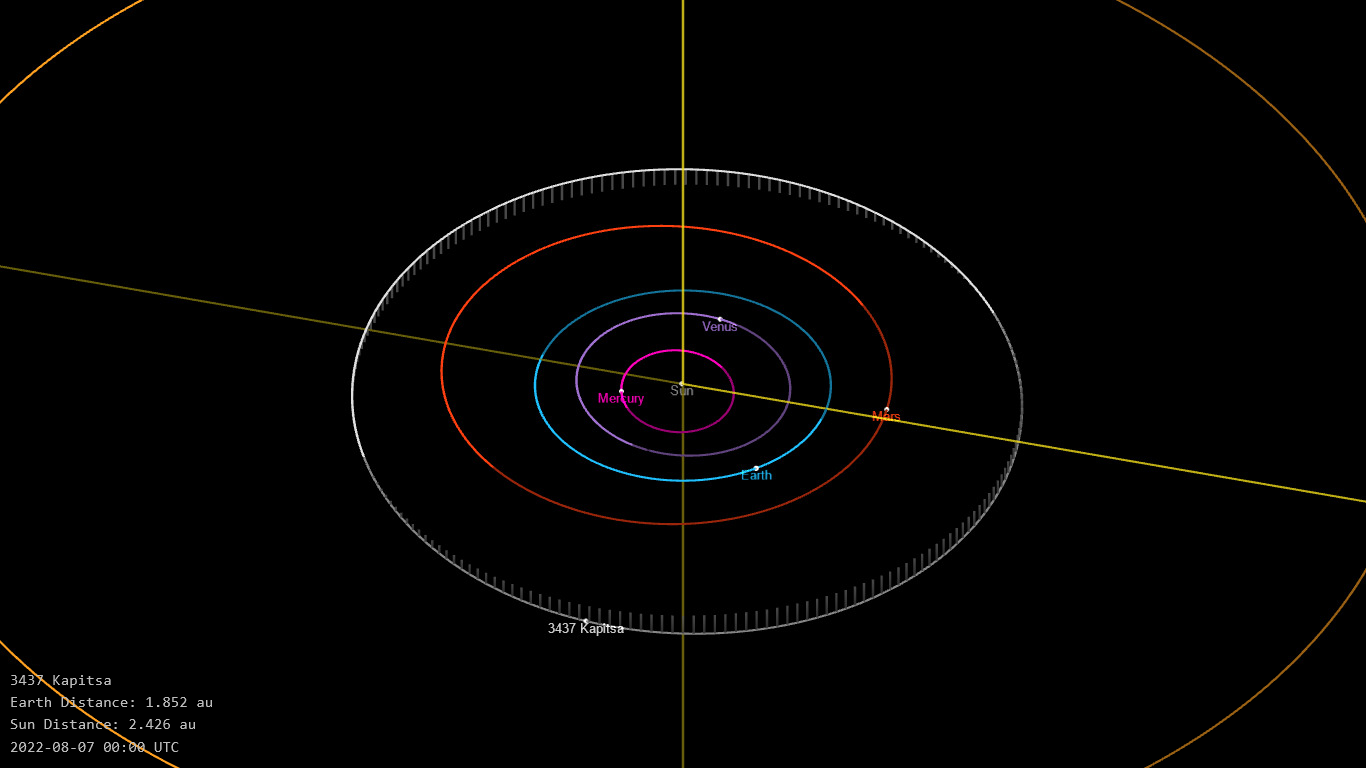
Орбита астероида Капица и его положение в Солнечной системе

## Физические характеристики
Астероид относится к таксономическому классу S.
По результатам наблюдений в инфракрасном диапазоне спутника Akari и наблюдений в видимом и ближнем инфракрасном диапазоне космического телескопа NEOWISE диаметр астероида сначала оценивался равным 6,59±0,87 км, позже — 5,782±0,218 км. Согласно тем же источникам альбедо оценивается как 0,177±0,047 и 0,439±0,067.